# José Ortiz (atleta)
José Ortiz es un deportista español que compitió en atletismo adaptado. Ganó una medalla de plata en los Juegos Paralímpicos de Barcelona 1992 en la prueba de maratón (clase B2).

## Palmarés internacional
| Juegos Paralímpicos | Juegos Paralímpicos | Juegos Paralímpicos | Juegos Paralímpicos |
| Año                 | Lugar               | Medalla             | Prueba              |
| ------------------- | ------------------- | ------------------- | ------------------- |
| 1992                | Barcelona (España)  | Medalla de plata    | Maratón B2          |